# Goo (keresőmotor)
A goo egy japán internetes keresőmotor és webportál, amely összegyűjti és indexeli a japán nyelvű weboldalakat. A goot a japán NTT Resonant, az NTT Communications egyik leányvállalata működteti.